# 2017-es Formula–1 belga nagydíj
A belga nagydíj volt a 2017-es Formula–1 világbajnokság tizenkettedik futama, amelyet 2017. augusztus 25. és augusztus 27. között rendeztek meg a belgiumi Circuit de Spa-Francorchampson, Spában.

## Választható keverékek
| Abroncs            | Friss | Használt |
| ------------------ | ----- | -------- |
| Lágy keverék       |       |          |
| Szuperlágy keverék |       |          |
| Ultralágy keverék  |       |          |
| Átmeneti esőgumi   |       |          |
| Teljes esőgumi     |       |          |

## Szabadedzések

### Első szabadedzés
A belga nagydíj első szabadedzését augusztus 25-én, pénteken délelőtt tartották.
| helyezés | versenyző         | csapat/motor         | elért idő  | különbség | futott kör |
| -------- | ----------------- | -------------------- | ---------- | --------- | ---------- |
| 1        | Kimi Räikkönen    | Ferrari              | 1:45,502   | −         | 13         |
| 2        | Lewis Hamilton    | Mercedes             | 1:45,555   | +0,053    | 19         |
| 3        | Sebastian Vettel  | Ferrari              | 1:45,647   | +0,145    | 13         |
| 4        | Max Verstappen    | Red Bull-TAG Heuer   | 1:46,302   | +0,800    | 18         |
| 5        | Daniel Ricciardo  | Red Bull-TAG Heuer   | 1:46,352   | +0,850    | 22         |
| 6        | Valtteri Bottas   | Mercedes             | 1:46,424   | +0,922    | 20         |
| 7        | Carlos Sainz Jr.  | Toro Rosso-Renault   | 1:47,446   | +1,944    | 22         |
| 8        | Esteban Ocon      | Force India-Mercedes | 1:47,670   | +2,168    | 27         |
| 9        | Danyiil Kvjat     | Toro Rosso-Renault   | 1:47,851   | +2,349    | 20         |
| 10       | Stoffel Vandoorne | McLaren-Honda        | 1:47,865   | +2,363    | 18         |
| 11       | Jolyon Palmer     | Renault              | 1:47,930   | +2,428    | 14         |
| 12       | Nico Hülkenberg   | Renault              | 1:48,037   | +2,535    | 15         |
| 13       | Fernando Alonso   | McLaren-Honda        | 1:48,252   | +2,750    | 18         |
| 14       | Sergio Pérez      | Force India-Mercedes | 1:48,452   | +2,950    | 19         |
| 15       | Lance Stroll      | Williams-Mercedes    | 1:48,541   | +3,039    | 24         |
| 16       | Kevin Magnussen   | Haas-Ferrari         | 1:48,615   | +3,113    | 20         |
| 17       | Romain Grosjean   | Haas-Ferrari         | 1:48,626   | +3,124    | 20         |
| 18       | Marcus Ericsson   | Sauber-Ferrari       | 1:50,160   | +4,658    | 21         |
| 19       | Pascal Wehrlein   | Sauber-Ferrari       | 1:51,263   | +5,761    | 13         |
| 20       | Felipe Massa      | Williams-Mercedes    | idő nélkül | –         | 3          |

### Második szabadedzés
A belga nagydíj második szabadedzését augusztus 25-én, pénteken délután tartották, előbb száraz, majd az edzés végén esős körülmények között.
| helyezés | versenyző         | csapat/motor         | elért idő  | különbség | futott kör |
| -------- | ----------------- | -------------------- | ---------- | --------- | ---------- |
| 1        | Lewis Hamilton    | Mercedes             | 1:44,753   | −         | 17         |
| 2        | Kimi Räikkönen    | Ferrari              | 1:45,015   | +0,262    | 21         |
| 3        | Valtteri Bottas   | Mercedes             | 1:45,180   | +0,427    | 17         |
| 4        | Max Verstappen    | Red Bull-TAG Heuer   | 1:45,225   | +0,472    | 16         |
| 5        | Sebastian Vettel  | Ferrari              | 1:45,235   | +0,482    | 20         |
| 6        | Daniel Ricciardo  | Red Bull-TAG Heuer   | 1:46,072   | +1,319    | 15         |
| 7        | Nico Hülkenberg   | Renault              | 1:46,441   | +1,688    | 24         |
| 8        | Esteban Ocon      | Force India-Mercedes | 1:46,473   | +1,720    | 19         |
| 9        | Carlos Sainz Jr.  | Toro Rosso-Renault   | 1:46,561   | +1,808    | 19         |
| 10       | Jolyon Palmer     | Renault              | 1:46,670   | +1,917    | 23         |
| 11       | Fernando Alonso   | McLaren-Honda        | 1:46,743   | +1,990    | 20         |
| 12       | Sergio Pérez      | Force India-Mercedes | 1:46,984   | +2,231    | 18         |
| 13       | Romain Grosjean   | Haas-Ferrari         | 1:47,285   | +2,532    | 15         |
| 14       | Stoffel Vandoorne | McLaren-Honda        | 1:47,303   | +2,550    | 17         |
| 15       | Danyiil Kvjat     | Toro Rosso-Renault   | 1:47,450   | +2,697    | 12         |
| 16       | Kevin Magnussen   | Haas-Ferrari         | 1:47,556   | +2,803    | 15         |
| 17       | Lance Stroll      | Williams-Mercedes    | 1:47,861   | +3,108    | 13         |
| 18       | Marcus Ericsson   | Sauber-Ferrari       | 1:49,214   | +4,461    | 12         |
| 19       | Pascal Wehrlein   | Sauber-Ferrari       | 1:49,725   | +4,972    | 18         |
| 20[1]    | Felipe Massa      | Williams-Mercedes    | idő nélkül | –         | 0          |

Megjegyzés:
- ↑ 1:  — Felipe Massa az első szabadedzésen összetörte az autóját, így a második szabadedzésen nem tudott részt venni.[4]

### Harmadik szabadedzés
A belga nagydíj harmadik szabadedzését augusztus 26-án, szombaton délelőtt tartották.
| helyezés | versenyző         | csapat/motor         | elért idő | különbség | futott kör |
| -------- | ----------------- | -------------------- | --------- | --------- | ---------- |
| 1        | Kimi Räikkönen    | Ferrari              | 1:43,916  | −         | 17         |
| 2        | Sebastian Vettel  | Ferrari              | 1:44,113  | +0,197    | 15         |
| 3        | Lewis Hamilton    | Mercedes             | 1:44,114  | +0,198    | 11         |
| 4        | Max Verstappen    | Red Bull-TAG Heuer   | 1:45,034  | +1,118    | 13         |
| 5        | Valtteri Bottas   | Mercedes             | 1:45,230  | +1,314    | 18         |
| 6        | Daniel Ricciardo  | Red Bull-TAG Heuer   | 1:45,286  | +1,370    | 18         |
| 7        | Jolyon Palmer     | Renault              | 1:45,491  | +1,575    | 11         |
| 8        | Sergio Pérez      | Force India-Mercedes | 1:45,857  | +1,941    | 14         |
| 9        | Carlos Sainz Jr.  | Toro Rosso-Renault   | 1:45,942  | +2,026    | 18         |
| 10       | Fernando Alonso   | McLaren-Honda        | 1:46,060  | +2,144    | 12         |
| 11       | Nico Hülkenberg   | Renault              | 1:46,064  | +2,148    | 11         |
| 12       | Esteban Ocon      | Force India-Mercedes | 1:46,179  | +2,263    | 14         |
| 13       | Romain Grosjean   | Haas-Ferrari         | 1:46,196  | +2,280    | 14         |
| 14       | Stoffel Vandoorne | McLaren-Honda        | 1:46,300  | +2,384    | 14         |
| 15       | Lance Stroll      | Williams-Mercedes    | 1:46,620  | +2,704    | 18         |
| 16       | Felipe Massa      | Williams-Mercedes    | 1:46,667  | +2,751    | 22         |
| 17       | Kevin Magnussen   | Haas-Ferrari         | 1:46,690  | +2,774    | 13         |
| 18       | Danyiil Kvjat     | Toro Rosso-Renault   | 1:47,903  | +3,987    | 7          |
| 19       | Pascal Wehrlein   | Sauber-Ferrari       | 1:48,296  | +4,380    | 17         |
| 20       | Marcus Ericsson   | Sauber-Ferrari       | 1:48,300  | +4,384    | 6          |

## Időmérő edzés
A belga nagydíj időmérő edzését augusztus 26-án, szombaton futották.
| helyezés              | rajtszám | versenyző         | csapat/motor         | 1. rész  | 2. rész    | 3. rész    | rajthely | futott kör |
| --------------------- | -------- | ----------------- | -------------------- | -------- | ---------- | ---------- | -------- | ---------- |
| 1                     | 44       | Lewis Hamilton    | Mercedes             | 1:44,184 | 1:42,927   | 1:42,553   | 1        | 18         |
| 2                     | 5        | Sebastian Vettel  | Ferrari              | 1:44,275 | 1:43,987   | 1:42,795   | 2        | 13         |
| 3                     | 77       | Valtteri Bottas   | Mercedes             | 1:44,773 | 1:43,249   | 1:43,094   | 3        | 19         |
| 4                     | 7        | Kimi Räikkönen    | Ferrari              | 1:44,729 | 1:43,700   | 1:43,270   | 4        | 11         |
| 5                     | 33       | Max Verstappen    | Red Bull-TAG Heuer   | 1:44,535 | 1:43,940   | 1:43,380   | 5        | 12         |
| 6                     | 3        | Daniel Ricciardo  | Red Bull-TAG Heuer   | 1:45,114 | 1:44,224   | 1:43,863   | 6        | 12         |
| 7                     | 27       | Nico Hülkenberg   | Renault              | 1:45,280 | 1:44,988   | 1:44,982   | 7        | 15         |
| 8                     | 11       | Sergio Pérez      | Force India-Mercedes | 1:45,591 | 1:44,894   | 1:45,244   | 8        | 14         |
| 9                     | 31       | Esteban Ocon      | Force India-Mercedes | 1:45,277 | 1:45,006   | 1:45,369   | 9        | 14         |
| 10                    | 30       | Jolyon Palmer     | Renault              | 1:45,447 | 1:44,685   | idő nélkül | 14[1]    | 10         |
| 11                    | 14       | Fernando Alonso   | McLaren-Honda        | 1:45,668 | 1:45,090   |            | 10       | 11         |
| 12                    | 8        | Romain Grosjean   | Haas-Ferrari         | 1:45,728 | 1:45,133   |            | 11       | 12         |
| 13                    | 20       | Kevin Magnussen   | Haas-Ferrari         | 1:45,535 | 1:45,400   |            | 12       | 12         |
| 14                    | 55       | Carlos Sainz Jr.  | Toro Rosso-Renault   | 1:45,374 | 1:45,439   |            | 13       | 12         |
| 15                    | 2        | Stoffel Vandoorne | McLaren-Honda        | 1:45,441 | idő nélkül |            | 20[2]    | 11         |
| 16                    | 19       | Felipe Massa      | Williams-Mercedes    | 1:45,823 |            |            | 16[3]    | 7          |
| 17                    | 26       | Danyiil Kvjat     | Toro Rosso-Renault   | 1:46,028 |            |            | 19[4]    | 6          |
| 18                    | 18       | Lance Stroll      | Williams-Mercedes    | 1:46,915 |            |            | 15       | 5          |
| 19                    | 9        | Marcus Ericsson   | Sauber-Ferrari       | 1:47,214 |            |            | 17[5]    | 6          |
| 20                    | 94       | Pascal Wehrlein   | Sauber-Ferrari       | 1:47,679 |            |            | 18[5]    | 6          |
| 107%-os idő: 1:51,476 |          |                   |                      |          |            |            |          |            |

Megjegyzés:
- ↑ 1:  — Jolyon Palmer autójában az időmérő edzés után sebességváltót kellett cserélni, ezért 5 rajthelyes büntetést kapott.[5]
- ↑ 2:  — Stoffel Vandoorne autójába új sebességváltót, belsőégésű motort, turbófeltöltőt, MGU-H-t és MGU-K-t szereltek be, és mivel az összes részegységből túllépte az éves keretet, ezért összesen 65 rajthelyes büntetést kapott.[6][7]
- ↑ 3:  — Felipe Massa a 3. szabadedzés során figyelmen kívül hagyta a dupla sárga zászlót, ezért 5 rajthelyes büntetést kapott.[8]
- ↑ 4:  — Danyiil Kvjat autójában több erőforráselemet is ki kellett cserélni, amivel túllépte az éves keretet, ezért összesen 20 rajthelyes büntetést kapott.[9]
- ↑ 5:  — Marcus Ericsson és Pascal Wehrlein autójában sebességváltót kellett cserélni, ezért 5-5 rajthelyes büntetést kaptak.[10]

## Futam
A belga nagydíj futama augusztus 27-én, vasárnap rajtolt.
| helyezés | rajtszám | versenyző         | csapat/motor         | futott kör | idő/kiesés oka   | rajthely | abroncs | pont |
| -------- | -------- | ----------------- | -------------------- | ---------- | ---------------- | -------- | ------- | ---- |
| 1        | 44       | Lewis Hamilton    | Mercedes             | 44         | 1:24:42,820      | 1        |         | 25   |
| 2        | 5        | Sebastian Vettel  | Ferrari              | 44         | +2,358           | 2        |         | 18   |
| 3        | 3        | Daniel Ricciardo  | Red Bull-TAG Heuer   | 44         | +10,791          | 6        |         | 15   |
| 4        | 7        | Kimi Räikkönen    | Ferrari              | 44         | +14,471          | 4        |         | 12   |
| 5        | 77       | Valtteri Bottas   | Mercedes             | 44         | +16,456          | 3        |         | 10   |
| 6        | 27       | Nico Hülkenberg   | Renault              | 44         | +28,087          | 7        |         | 8    |
| 7        | 8        | Romain Grosjean   | Haas-Ferrari         | 44         | +31,553          | 11       |         | 6    |
| 8        | 19       | Felipe Massa      | Williams-Mercedes    | 44         | +36,649          | 16       |         | 4    |
| 9        | 31       | Esteban Ocon      | Force India-Mercedes | 44         | +38,154          | 9        |         | 2    |
| 10       | 55       | Carlos Sainz Jr.  | Toro Rosso-Renault   | 44         | +39,447          | 13       |         | 1    |
| 11       | 18       | Lance Stroll      | Williams-Mercedes    | 44         | +48,999          | 15       |         |      |
| 12       | 26       | Danyiil Kvjat     | Toro Rosso-Renault   | 44         | +49,940          | 19       |         |      |
| 13       | 30       | Jolyon Palmer     | Renault              | 44         | +53,239          | 14       |         |      |
| 14       | 2        | Stoffel Vandoorne | McLaren-Honda        | 44         | +57,078          | 20       |         |      |
| 15       | 20       | Kevin Magnussen   | Haas-Ferrari         | 44         | +1:07,262        | 12       |         |      |
| 16       | 9        | Marcus Ericsson   | Sauber-Ferrari       | 44         | +1:09,711        | 17       |         |      |
| 17[1]    | 11       | Sergio Pérez      | Force India-Mercedes | 42         | baleseti sérülés | 8        |         |      |
| ki       | 14       | Fernando Alonso   | McLaren-Honda        | 25         | erőforrás        | 10       |         |      |
| ki       | 33       | Max Verstappen    | Red Bull-TAG Heuer   | 7          | erőforrás        | 5        |         |      |
| ki       | 94       | Pascal Wehrlein   | Sauber-Ferrari       | 2          | felfüggesztés    | 18       |         |      |

Megjegyzés:
- ↑ 1:  — Sergio Pérez nem fejezte be a versenyt, de helyezését értékelték, mert a versenytáv több, mint 90%-át teljesítette.

## A világbajnokság állása a verseny után
| H   | Versenyzők       | Pont | H   | Konstruktőrök        | Pont |
| --- | ---------------- | ---- | --- | -------------------- | ---- |
| 1.  | Sebastian Vettel | 220  | 1.  | Mercedes             | 392  |
| 2.  | Lewis Hamilton   | 213  | 2.  | Ferrari              | 348  |
| 3.  | Valtteri Bottas  | 179  | 3.  | Red Bull-TAG Heuer   | 199  |
| 4.  | Daniel Ricciardo | 132  | 4.  | Force India-Mercedes | 103  |
| 5.  | Kimi Räikkönen   | 128  | 5.  | Williams-Mercedes    | 45   |
| 6.  | Max Verstappen   | 67   | 6.  | Toro Rosso-Renault   | 40   |
| 7.  | Sergio Pérez     | 56   | 7.  | Haas-Ferrari         | 35   |
| 8.  | Esteban Ocon     | 47   | 8.  | Renault              | 34   |
| 9.  | Carlos Sainz Jr. | 36   | 9.  | McLaren-Honda        | 11   |
| 10. | Nico Hülkenberg  | 34   | 10. | Sauber-Ferrari       | 5    |

(A teljes táblázat)

## Statisztikák
- Vezető helyen:
  - Lewis Hamilton: 41 kör (1-11 és 15-44)
  - Sebastian Vettel: 3 kör (12-14)
- Lewis Hamilton 68. pole-pozíciója és 58. futamgyőzelme. Hamilton a pole-pozíciók tekintetében ezzel utolérte az örökranglistán vezető Michael Schumachert.[12]
- Sebastian Vettel 30. versenyben futott leggyorsabb köre.
- A Mercedes 71. futamgyőzelme.
- Lewis Hamilton 111., Sebastian Vettel 95., Daniel Ricciardo 24. dobogós helyezése.
- Lewis Hamilton 200. nagydíja.[13]